# Norman Kolodziej
Norman Kolodziej (né à Rendsburg), mieux connu sous le nom de scène Der Tante Renate (en abrégé : DTR), est un musicien allemand d'electro. En plus de son projet solo, il joue avec Kevin Hamann dans le projet electropunk Bratze jusqu'en 2014. Depuis 2015, Kolodziej vit à Leipzig où il travaille comme producteur musical dans son studio d'enregistrement Château Brachial.

## Biographie
Dans sa ville natale de Rendsburg, Norman Kolodziej fait ses premières expériences musicales avec le groupe hardcore Loxiran, dont il était l'un des guitaristes. De là, Kolodziej déménage d'abord à Aix-la-Chapelle, pour finalement s'installer à Hambourg un an plus tard. C'est là qu'il a ses premiers contacts avec la scène electro/indépendant locale et qu'il prend le nom de scène « Der Tante Renate ». En 2004, Der Tante Renate sort son premier EP, Schecter, qui contient en tout six chansons. Bien que Kolodziej a fondé le label discographique indépendant Cobretti avec Dennis Becker et Jan Kaiser, l'EP sort sur le label Audiolith. Par la suite, Der Tante Renate se produit lors de festivals tels que Fusion, Juicy Beats et Eurosonic.
Après quelques autres projets, Der Tante Renate publie en 2007 son premier album Simplex, qui reçoit un accueil majoritairement positif de la part de la presse spécialisée. Les morceaux font en grande partie usage d'une boîte à rythmes générée par ordinateur, sans partie vocale. La même année, il forme avec Kevin Hamann (ClickClickDecker) le projet musical Bratze. Ensemble, ils publient l'album Kraft, suivi en 2008 de l'EP Waffe.
Par la suite, Kolodziej se concentre à nouveau sur sa carrière solo. Début 2009, il sort son deuxième album Splitter. Il se produit ensuite dans des festivals connus, comme Rocken am Brocken ou 12Zehn.
En automne 2009, Kolodziej se consacre à nouveau au projet Bratze, et en mars 2010 sort Korrektur nach Unten, deuxième album du projet. Après le dernier album Highlight, Bratze se sépare en 2014. Norman Kolodziej s'installe alors à Leipzig et travaille comme ingénieur du son et producteur dans son studio d'enregistrement Château Brachial.

## Discographie

### Albums studio
- 2003 : Schecter (CD, Audiolith)
- 2007 : Simplex (CD, Audiolith)
- 2009 : Splitter (CD/LP, Audiolith)
- 2011 : H4xX02 (CD/DL, Audiolith)

### EP
- 2003 : Electrizid (CD, Cobretti)
- 2005 : 666Deluxe (LP, Audiolith)
- 2018 : Whoever Made This mit Steinborn (numérique, Château Brachial Records)

### Compilations
- 2009:  Slice Cut Split Share – the Remixes (CD, Audiolith)

### Productions notables
- 2007 : Bratze, Kraft (Produktion und Mix)
- 2009 : Captain Capa (Tonight is the Constant)
- 2009 : Juri Gagarin (Cobra)
- 2010 : Bratze, Korrektur nach unten (Produktion und Mix)